# Sonata per a violí i piano núm. 3 (Weinberg)
La Sonata per a violí i piano núm. 3, op. 37, va ser composta per Mieczysław Weinberg el 1947. La va dedicar al premiat violinista jueu Mikhail Fikhtengolts.

## Moviments
- I. Allegro moderato
- II. Andantino
- III. Allegretto cantabile

## Origen i context
Comparat amb les dues sonates anteriors, en la Tercera Sonata per a violí, Weinberg és formalment més complex i utilitza de forma innovadora la melodia jueva. També és més introspectiu, emotiu, amb una riquesa harmònica superior. Segons Fanning, és una de les poques obres en què Weinberg busca refugi en l'ombra de Xostakóvitx, així com el desplegament de recursos d'elements melòdics jueus, com la dansa jueva del darrer moviment (freylekhs) que assimila el final del segon trio per a piano de Xostakóvitx.